# Perisama paralicia
Perisama paralicia är en fjärilsart som beskrevs av Hans Fruhstorfer 1916. Perisama paralicia ingår i släktet Perisama och familjen praktfjärilar. Inga underarter finns listade i Catalogue of Life.